# 무성 권설 접근음
무성 권설 접근음(無聲卷舌接近音)은 닿소리의 하나이다.

## 조음 방법
- 혀를 경구개 쪽으로 만다.(이때 혀가 닿으면 안 된다.)
- 그대로 성대를 울리지 않으면서 혀를 아래로 내린다.

## 특징
- 파열, 마찰등을 전혀 하지 않는 접근음이다.
- 혀를 말아서 조음하는 권설음이다. 일반적으로 구개음화하지 않은 후치경음이다.
- 조음할 때 성대가 울리지 않는 무성음이다.
- 입을 통하여 공기가 빠져나가는 구강음이다.
- 기류가 혀 옆이 아니라 중앙으로 빠져나가는 중설음이다.
- 발성 방법은 인후나 입이 아니라 폐로부터 발성기관으로 공기가 빠져나가는 폐장기류음이다.